# Siège de Berg-op-Zoom (1747)
Pour les articles homonymes, voir Siège de Berg-op-Zoom.
Guerre de Succession d'Autriche
Batailles
- Mollwitz (04-1741)
- Chotusitz (05-1742)
- Sahay (05-1742)
- Prague (06/12-1742)
- Dettingen (06-1743)
- Cap Sicié (02-1744)
- 19 mai 1744
- Menin (05/06-1744)
- Ypres (06-1744)
- Furnes (07-1744)
- Fribourg (11-1744)
- Tournai (04/06-1745)
- Pfaffenhofen (04-1745)
- Fontenoy (05-1745)
- Hohenfriedberg (06-1745)
- Melle (07-1745)
- Gand (07-1745)
- Bruges (07-1745)
- Audenarde (07-1745)
- Termonde (08-1745)
- Ostende (08-1745)
- Nieuport (08/09-1745)
- Ath (09/10-1745)
- Soor (09-1745)
- Hennersdorf (11-1745)
- Kesselsdorf (12-1745)
- Culloden (04-1746)
- Mons (06/07-1746)
- Bruxelles (01/02-1746)
- Namur (09-1746)
- Charleroi (07/08-1746)
- Lorient (09/10-1746)
- Rocourt (10-1746)
- Cap Finisterre (1er) (05-1747)
- Lauffeld (07-1747)
- Bergen-op-Zoom (07/09-1747)
- Cap Finisterre (2e) (10-1747)
- Saint-Louis-du-Sud (03-1748)
- 18 mars 1748
- Maastricht (04/05-1748)

Campagnes italiennes
- Combat de Saint-Tropez (06-1742)
- Camposanto (02-1743)
- Villafranca (04-1744)
- Casteldelfino (07-1744)
- Velletri (08-1744)
- Madonne de l'Olmo (09-1744)
- Bassignana (09-1745)
- Josseau (10-1745)
- Plaisance (06-1746)
- Tidone (08-1746)
- Rottofreddo (08-1746)
- Gênes (1er) (12-1746)
- Gênes (2e) (07-1747)
- Assietta (07-1747)

Le siège de Berg-op-Zoom est l’un des derniers épisodes de la guerre de Succession d'Autriche au cours duquel une partie de l'armée française du maréchal de Saxe, commandée par le lieutenant-général de Lowendal (futur maréchal), pénètre dans les Provinces-Unies, assiège et prend la ville de Berg-op-Zoom (Bergen-op-Zoom) en 1747.

## Une place réputée imprenable
Après la victoire de Lauffeld, le maréchal de Saxe détache une armée sous le commandement du lieutenant-général Ulrich Frédéric Woldemar de Lowendal, expert dans l'art des sièges, pour assiéger Berg-op-Zoom. Bien défendue par la nature, environnée de marécages insalubres et de terrains poldérisés facilement inondables, susceptible de recevoir des renforts et des approvisionnements par voie de mer, la place est réputée imprenable. Alexandre Farnèse en 1588, puis Spinola en 1622 y avaient échoué.
Au début du XVIIe siècle Berg-op-Zoom a reçu de nouvelles fortifications élevées par Menno van Coehoorn, le rival hollandais de Vauban. Les forts de Moermont, Pinsen et Rowers forment désormais autour de la ville un immense camp retranché, et Coehoorn a même détourné des eaux de l’Escaut pour encercler la ville avec un bras du fleuve. Mais derrière son énorme fortification, la place ne possède ni seconde ligne, ni citadelle. La garnison, aux ordres du vieux baron Isaac Cronström (nl), est peu nombreuse. Les Hollandais, cependant sont confiants car la place est proche des forces anglaises du duc de Cumberland et autrichiennes de Charles de Batthyany qui protègent Maastricht.

## Le siège (14 juillet - 16 septembre)

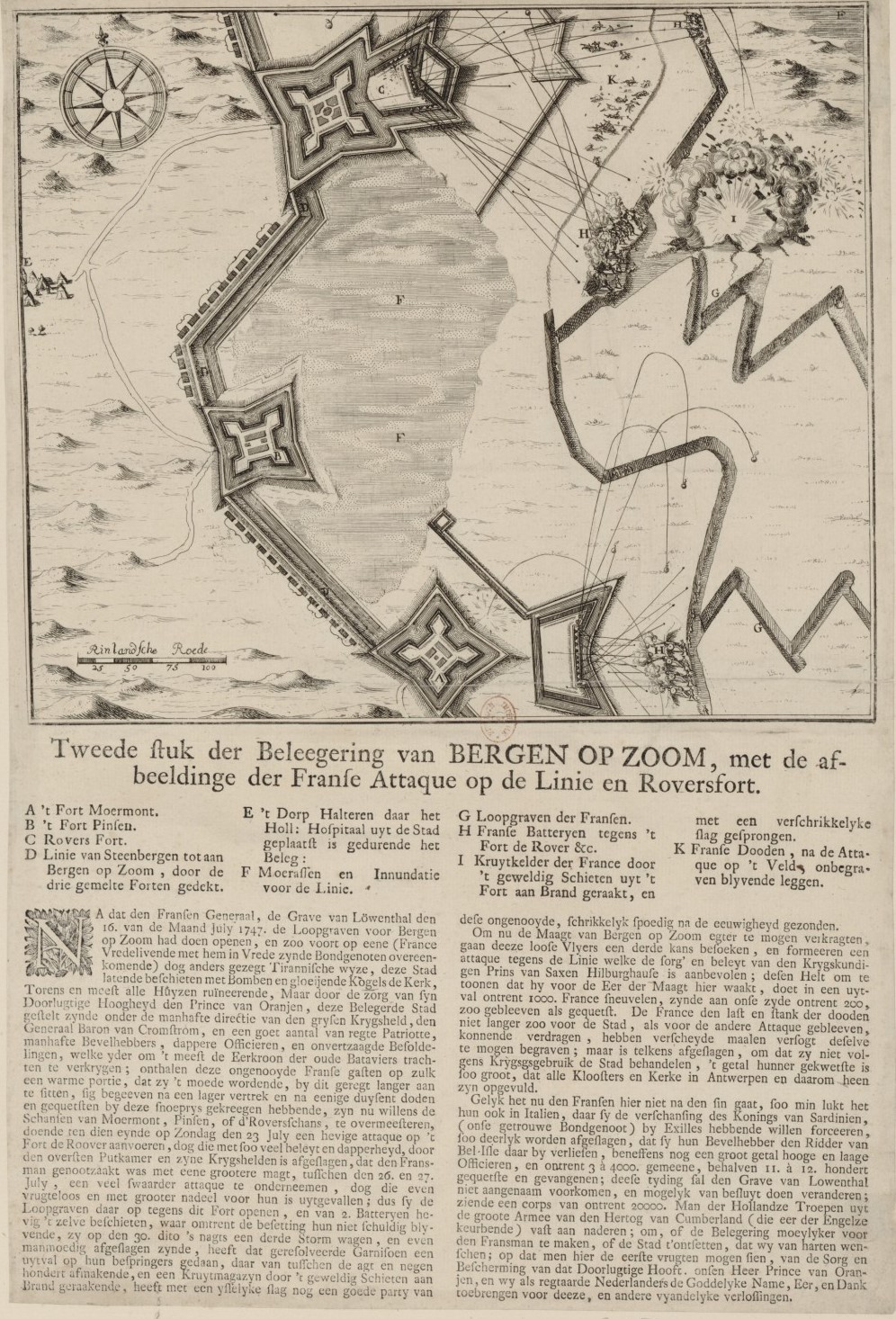
Plan d’époque commenté, en hollandais, du siège de Berg-op-Zoom.

Lowendal dispose de 42 bataillons d’infanterie et de 70 escadrons de cavalerie, avec un bataillon du Royal-Artillerie. Négligeant les ouvrages extérieurs, il investit la ville le 11 juillet et ouvre la tranchée dans la nuit du 14 au 15. Le siège s’annonce long. Maurice de Saxe envisage l’opération comme un moyen d’attirer Cumberland au secours de la place. Mais Cumberland, qui ne veut pas se dégarnir à l’Est, hésite, ce qui laisse tout son temps à Lowendal.  
Au début du mois d’août les batteries françaises sont en place et la canonnade peut commencer. Diverses escarmouches se produisent pendant que les ouvriers français posent des mines sous les redoutes, les lunettes et les bastions, contrés par les sapeurs hollandais et sous le feu des canons. Après un mois de siège, les Français accèdent au chemin couvert. Le siège est loin d'être terminé : les alliés possèdent encore une lunette dans le secteur concerné, et pas moins de 75 mines vont être creusées à l'entour. 
Dans la nuit du 9 au 10 août, les assiégés font une sortie et marchent sur Wouw en plusieurs colonnes. La première, composée de cinq compagnies de grenadiers et de deux bataillons, arrive par la chaussée de Rosendael sur une redoute gardée par une compagnie de grenadiers du régiment de Montboissier, soutenue par le 2e bataillon du régiment de Montboissier et quelques volontaires bretons. Vainement cette colonne s’acharne sur la redoute depuis une heure du matin jusqu'à quatre heures du soir. Tous ses efforts sont repoussés. Cent fusiliers du régiment de Montboissier, qui se trouvent dans une autre redoute avec les grenadiers du régiment d'Angoumois, y combattent avec beaucoup de valeur.
La dernière colonne, formée de quatre compagnies de grenadiers, de seize piquets anglais ou écossais et du régiment wallon de Cornabé, vient aussi se heurter quatre fois inutilement sur la redoute du chemin de Breda, défendue par 150 fusiliers des régiments de Montboissier et d'Angoumois. Une pièce de canon, que ces soldats ont mise en batterie sur la chaussée, oblige cette colonne à se retirer. C'est la seule tentative que font les Alliés pour contrarier le siège de Berg-op-Zoom. Ils y perdent 800 hommes.
Lorsque Cumberland décide d’envoyer Schwarzenberg et Saxe-Hildenburg à la tête d’une petite armée de secours, il est déjà trop tard. Le prince de Saxe-Hildenburg s’arrête à Steenbergen, et le prince de Schwarzenberg ne va pas plus loin que Bréda. Dès lors, Berg-op-Zoom est condamnée. Lowendal, qui a fait creuser quatre parallèles pour s’approcher des fortifications s’est emparé des quatre lunettes qui défendent les deux bastions, Pucelle et Coehoorn, sur lesquels portent l’attaque principale. Le temps presse aussi côté français car les pluies d’automne risquent d’inonder les ouvrages du siège. 
Les lois de la guerre autorisent Isaac Cronström à négocier sa reddition. Compte-tenu de sa belle résistance, il est assuré de pouvoir quitter la place avec les honneurs de la guerre, c’est-à-dire en sauvant ses hommes, ses drapeaux et tout ou partie de son armement. Mais le vieux chef (86 ans) s’y refuse. Le 16 septembre 1747, le rempart est percé. « L’assaut en force qui suit l’ouverture de la brèche n’appartient plus aux usages de la guerre au XVIIIe siècle » (Jean-Pierre Bois). Les Français se déchaînent contre une place qu’ils ont assiégée pendant soixante-dix jours. La garnison est massacrée sans faire de quartier, et les soldats s’abandonnent au pillage de la ville qui était l’un des principaux entrepôts et arsenaux des Provinces-Unies. La prise de Berg-op-Zoom coûte environ 4 300 morts ou blessés aux assiégeants et 5 500 aux assiégés.

## Les suites de l’affaire
Le butin est considérable, mais le massacre choque la cour à Versailles, autant que toute l’Europe. La chute de la ville cause une querelle entre la Hollande et l'Angleterre car le gouvernement britannique a surestimé la capacité de résistance des Hollandais à l'invasion. Les Hollandais sont, eux, furieux que leurs alliés n'aient pas secouru la ville assiégée car ils étaient occupés par le maréchal de Saxe. La chute de cette ville ouvre les Pays-Bas et le Hanovre à l'invasion française.
Reste que ce succès français prépare la victoire finale. Affaiblis et désormais avertis, les Hollandais s’engagent dès l’automne, comme les Anglais, dans des négociations de paix d’autant plus désirées que la pression militaire française va se maintenir l’année suivante (Maëstricht va tomber en mai 1748) presque jusqu’à la signature de la paix d’Aix-la-Chapelle (qui va rendre Berg-op-Zoom à la Hollande).
Quant à Lowendal, le maréchal de Saxe va habilement plaider sa cause auprès du roi : « Sire, il n'est pas de moyen terme, vous devez le pendre, ou le faire maréchal de France. » Louis XV, reconnaissant ce qu’il lui doit, va lui accorder le bâton de maréchal, malgré les horreurs de la mise à sac. Isaac Cronström, qui a échappé au massacre, va être tenu pour responsable de la chute de la ville, mais ne sera pas condamné et décédera paisiblement sur ses terres quatre ans plus tard.

## Culture populaire
Le siège de Berg-op-Zoom de 1747 est raconté dans le roman de la série à succès Assassin's Creed: Forsaken. Il est par ailleurs mentionné dans un livre d’Antoine Blondin (Monsieur Jadis) dans lequel, répondant à un questionnaire de Proust, il indique que Berg-op-Zoom reste sa bataille préférée.

## Galerie historique

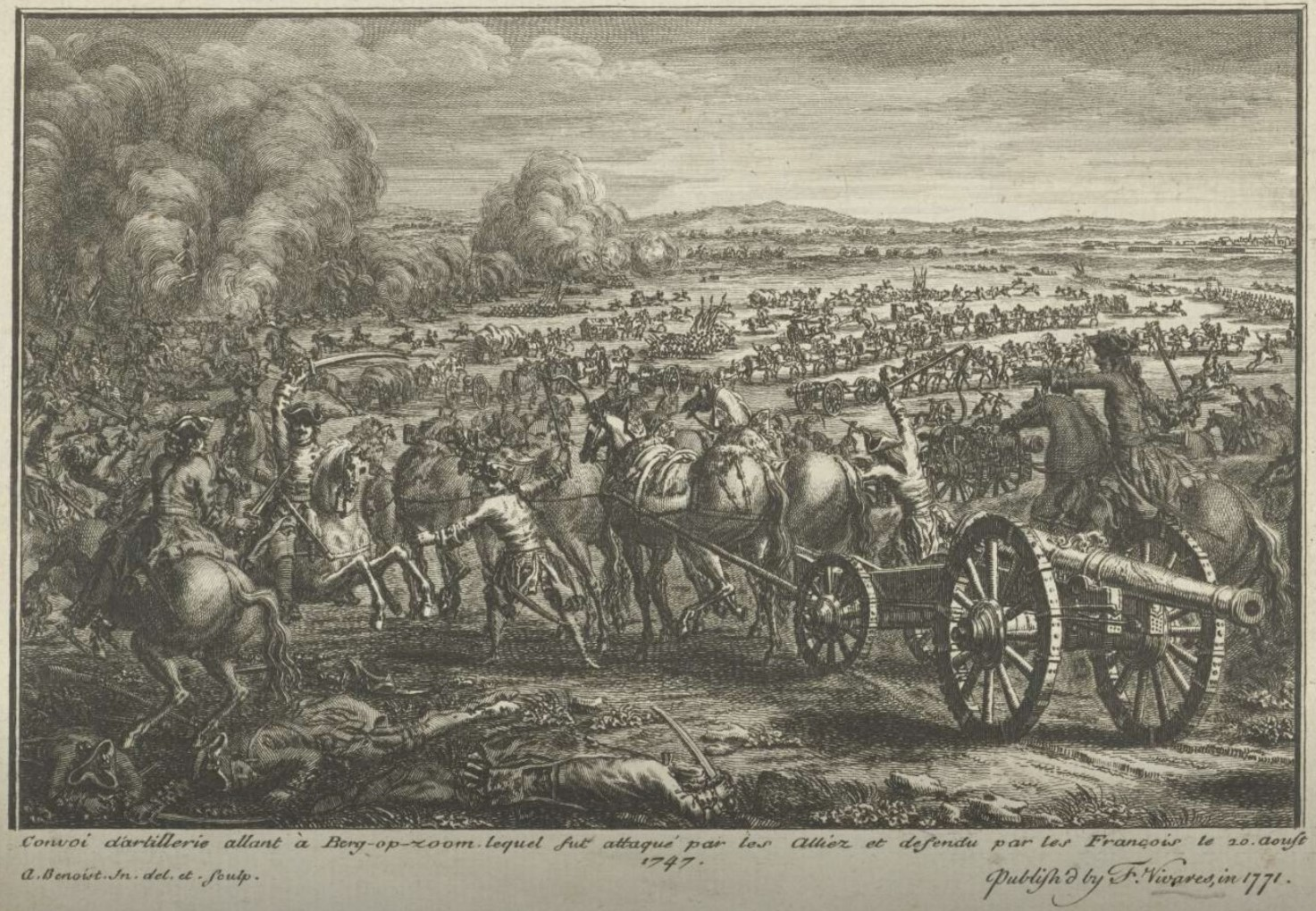
Convoi français d’artillerie en vue du siège de Berg-op-Zoom.
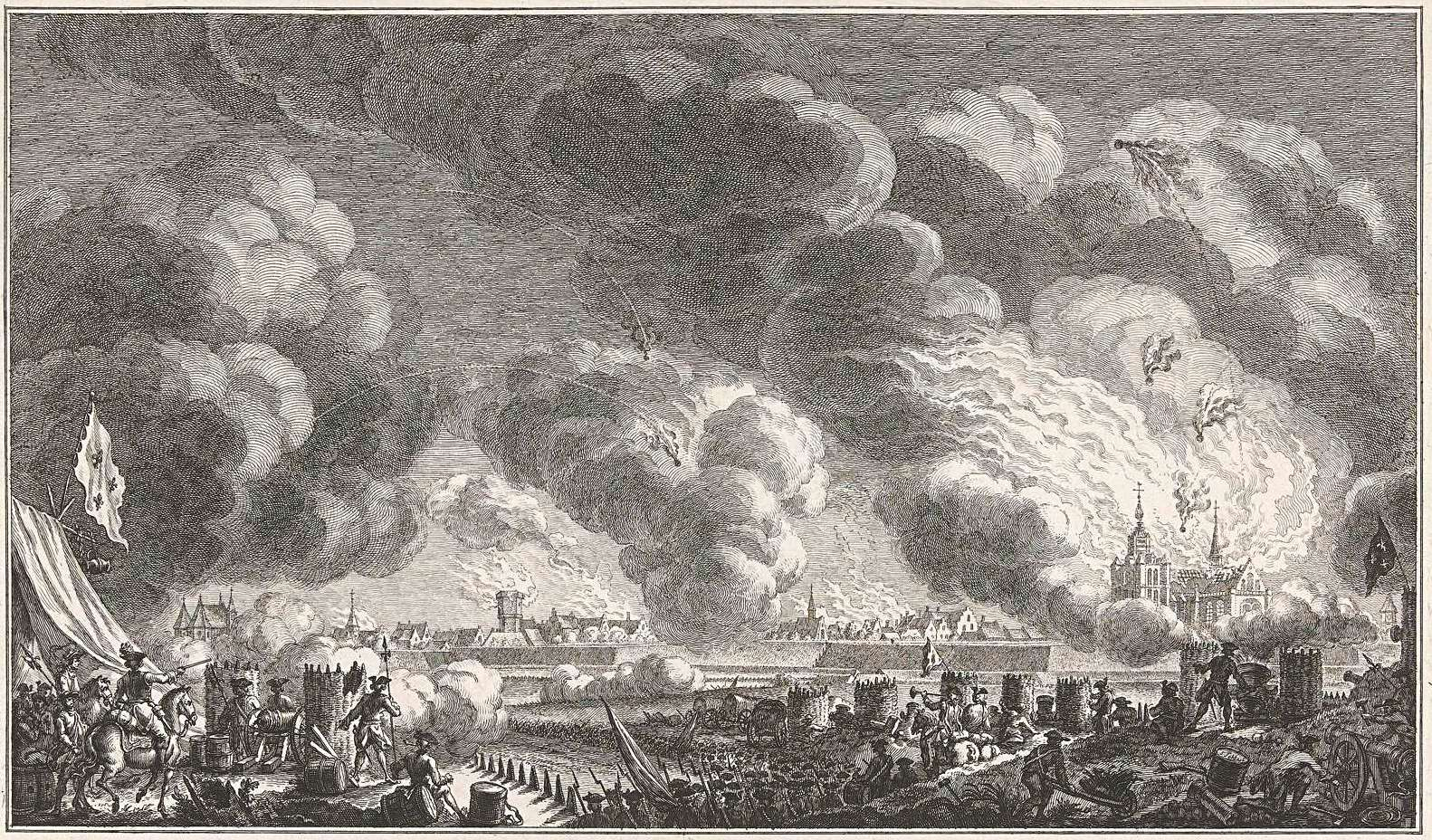
Le bombardement de la ville par l’armée de Louis XV.
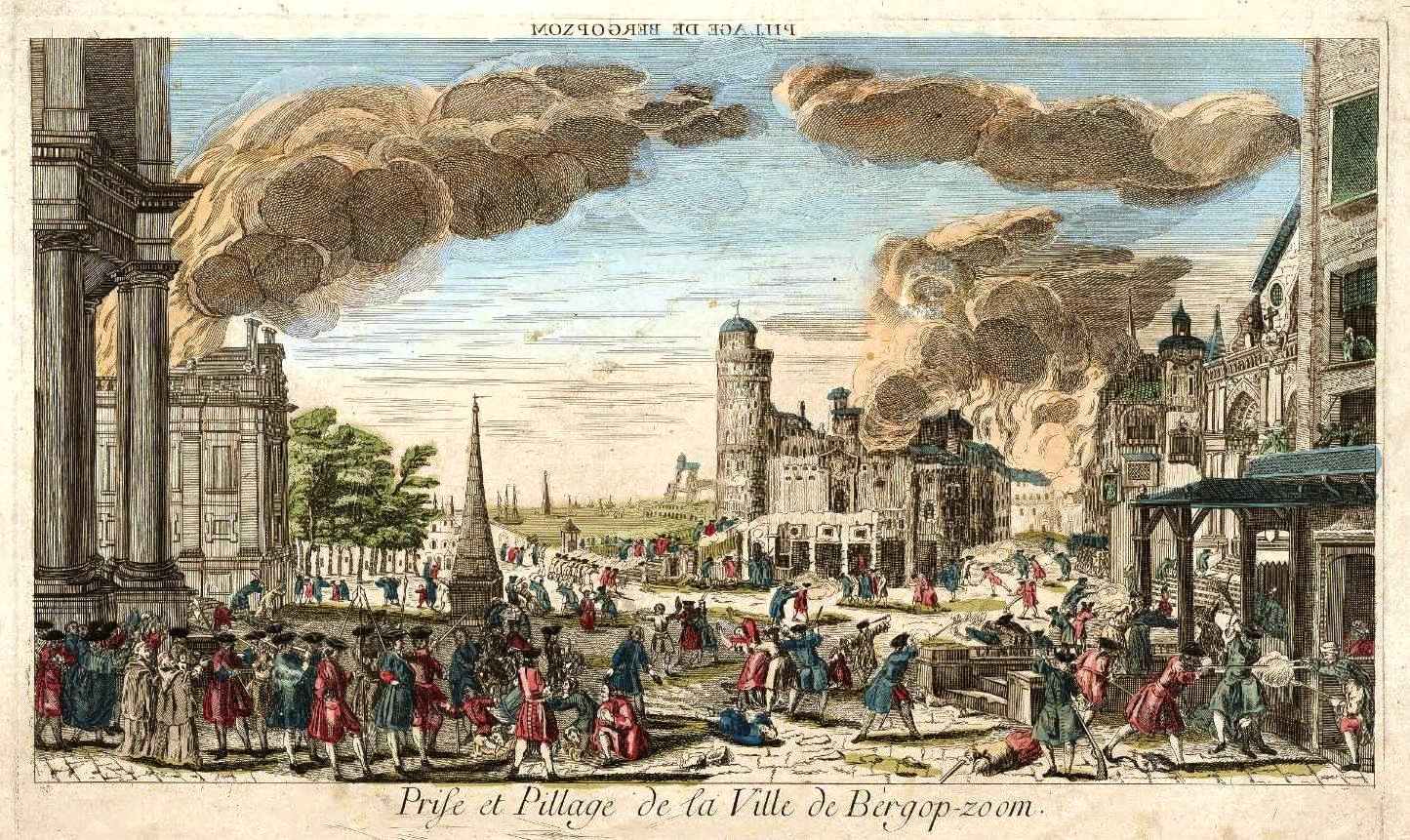
La prise et le pillage de la ville, le 16 septembre 1747.
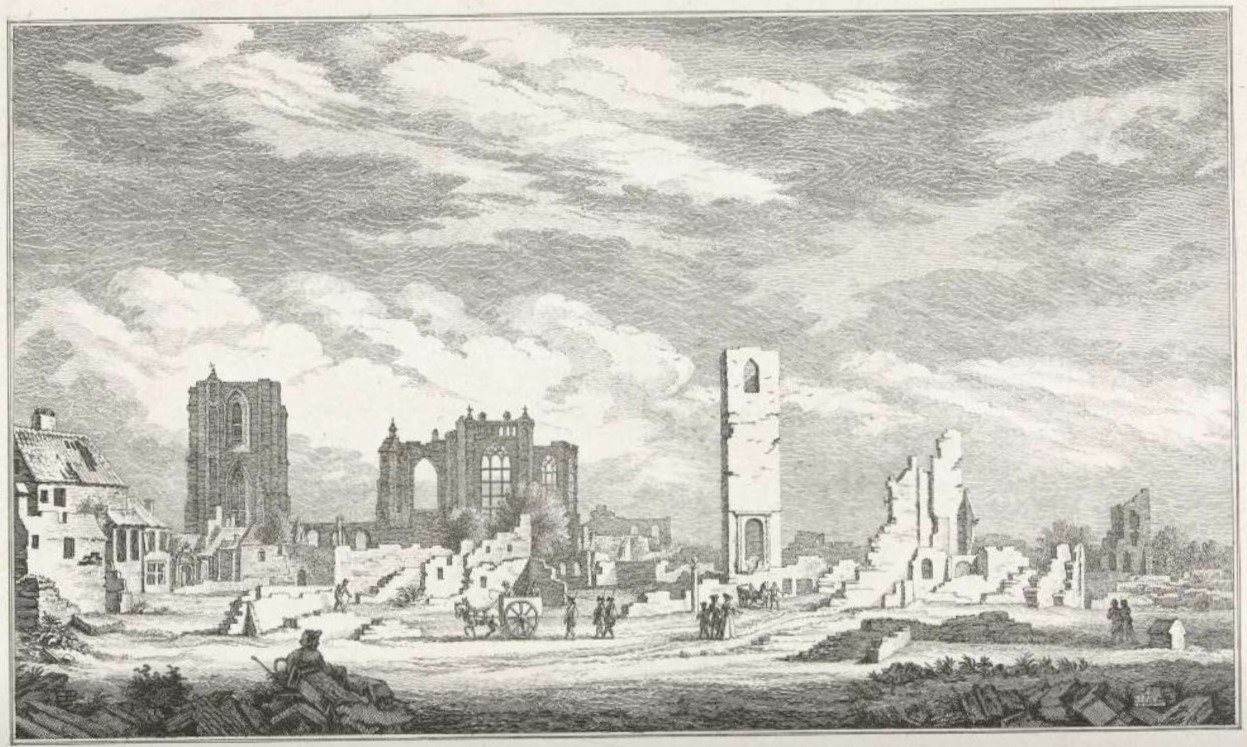
Les ruines de Berg-op-Zoom, plusieurs années après sa destruction.

## Sources et bibliographie
: document utilisé comme source pour la rédaction de cet article.
- (en) Cet article est partiellement ou en totalité issu de l’article de Wikipédia en anglais intitulé « Siege of Bergen op Zoom (1747) » (voir la liste des auteurs).
- Vie du Maréchal de Lowendal, Marquis de Sinety, Paris, Bachelin-Deflorenne, 1867.
- Jean Bérenger et Jean Meyer, La France dans le monde au XVIIIe siècle, Paris, SEDES, coll. « Regards sur l'Histoire », 1993, 380 p. (ISBN 2-7181-3814-9)
- Jacques Garnier (dir.), Dictionnaire Perrin des guerres et des batailles de l'histoire de France, Paris, éditions Perrin, 2004, 906 p. (ISBN 2-262-00829-9).
- Lucien Bély, Les relations internationales en Europe au XVIIe – XVIIIe siècle, Paris, Presses universitaires de France, coll. « Thémis », 1992, 731 p. (ISBN 2-13-044355-9)
- André Zysberg, La monarchie des Lumières : 1715-1786, Paris, Éditions du Seuil, coll. « Points Histoire », 2002, 552 p. (ISBN 2-02-019886-X).
- Michel Antoine, Louis XV, Paris, éditions Hachette, coll. « Pluriel », 1989, 1052 p. (ISBN 2-01-017818-1).